# Sonde

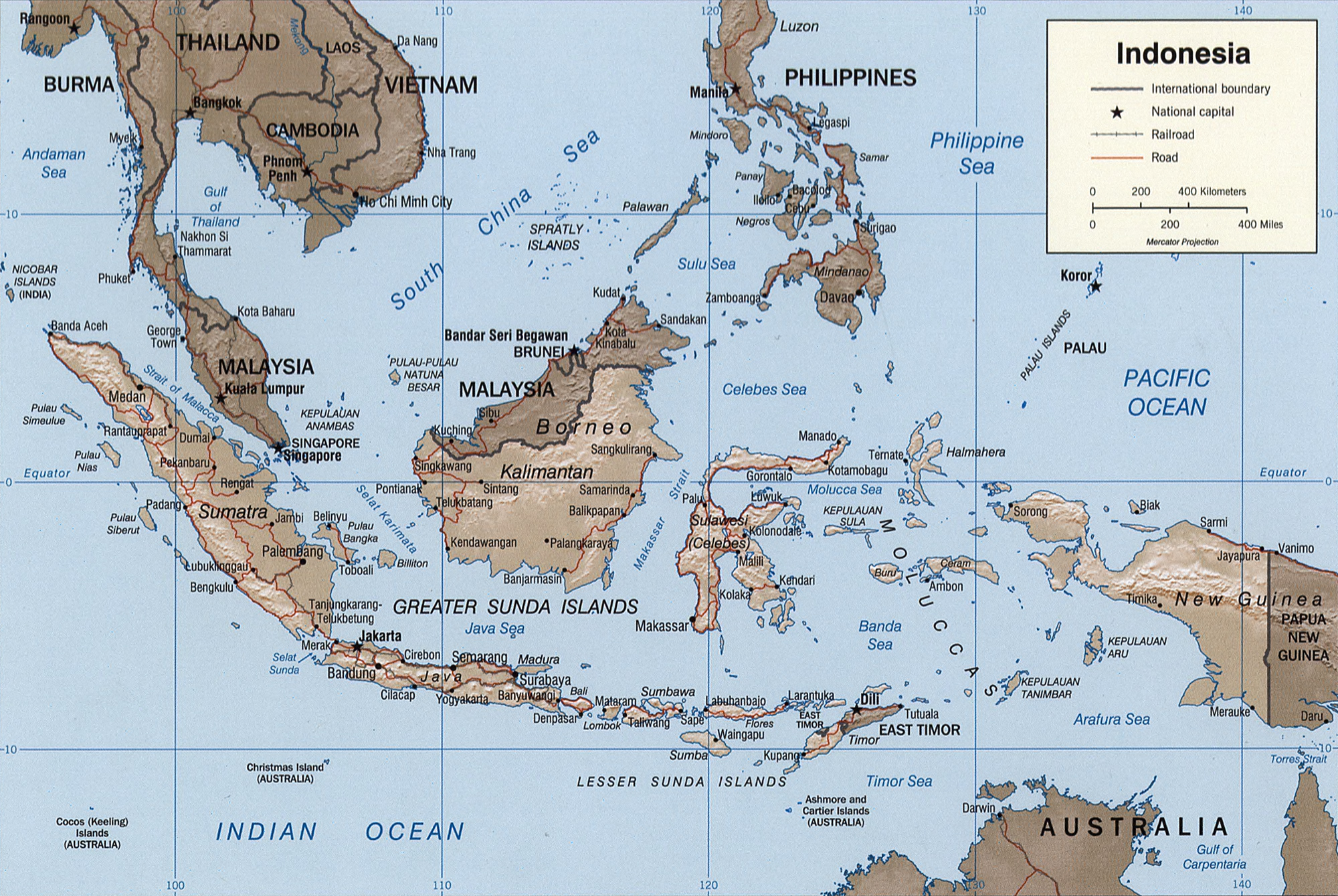
Insulele Sonde

Sonde sau Sunda, Sunde, Sund  (numite și insulele Sonde sau insulele Sunda, insulele Sunde, insulele Sund) este un vast arhipelag în sud-estul Asiei  între Oceanul Indian și Oceanul Pacific, care se extinde de la peninsula Malacca până la Moluce. Se compune din câteva insule mari și mii de insule mici. Majoritatea insulelor arhipelagului aparțin Indoneziei, numai partea nordică a insulei Borneo (Kalimantan) face parte din Malaezia și Brunei. O parte a insulei Timor din anul 2002 aparține statului independent Timorul de Est. Arhipelagul Sonde cuprinde 2 grupuri de insule: insulele Sondele Mari (Sumatra, Java, Borneo, Sulawesi și insulele mici adiacente) și insulele Sondele Mici (Bali, Lombok, Sumbawa, Sumba și Flores, Timor, Alor și insulele mai mici adiacente). Majoritatea insulelor au un relief complex și fac parte dintr-un arc insular instabil din punct de vedere geologic și activ vulcanic. Climatul este ecuatorial și subecuatorial; aici cresc păduri ecuatoriale. În Sonde predomină culturile și limbile malaeze.